# ハヤラブ
ハヤラブは音泉にて配信されているインターネットラジオで、テレビアニメ『ハヤテのごとく! Cuties』および『ハヤテのごとく! CAN'T TAKE MY EYES OFF YOU』の関連番組。アニメ情報を中心にグッズなどを紹介する。今回で5期目になる。

## 概要
- 隔週木曜日配信されており、＃5でラジオが2本録りであることが公言された。

## パーソナリティー
- 白石涼子（綾崎ハヤテ役）

## コーナー
ふつおた
一般のお便りで、雑談を中心に話が展開する。

### ＃1～＃12までのコーナー
英語で覚える恋愛観～CAN'T TAKE MY EYES OFF YOU～
サブタイトルのタイトルが英語で、意味は“キミの瞳に恋してる”ということ。「自分の恋愛観」を自慢するというものだが、無理矢理英語にしなければいけない。
もはやハヤテ超え！超絶不運体質！
ハヤテと言えば、超不幸な人。彼に負けないぐらいの不運自慢を募集し、毎回MVP（今最も不運な人）が決まる。
ファミリールール・ファイト！
自分の家族にだけあるルールを教えてもらうもの。それを無理矢理対戦させ、どっちのルールがやっかいかで勝敗を決める。
サバイバルバイブ
ハヤテは不運に見舞われている。そして、スリーリー本編でも不幸がいる待ちうけているか分からない。そんな時に役立つであろうサバイバル知識を想定して幅広いジャンルを紹介する。
【例】「急な金欠生活」「急なシミ抜き」「急な危険動物との遭遇」など
リア妹
アニメではツグミルリが自称ナギの妹という設定で本編で絡んでくる。それにちなんで、実際にいる妹、略して“リアいも”がいたらどういう妹像になるか兄が送っているというもの。リア妹とは「リアル妹」のこと。
【例】「実際に妹がいると～が起こる」「みんなの空想ではこうかもしれませんが、実は・・・です。」
僕の世界遺産
「これは自分の子孫に残したい!」というもので、自分が持っている未来遺産候補を紹介する。写真や解説があればよりよい。

### ＃13～＃19までのコーナー
フラグ　ジャッジメント
ハヤテは恋に不器用で見逃しがち。そこで「もしかしてこれって恋なのでは？」というひょっとしたら恋フラグかもしれないものを募集する。そして「恋のフラグ」もしくは「勘違い」かを判断する。
お嬢様、お助けします!
ハヤテといえば、ピンチの時には助けてくれる存在。前作の「サバイバルライフ」の逆のコーナーで、サバイバル技術を教えてもらう。
【例】「もしサメに襲われそうな時にどのように対処すればいいですか？」「事故に巻き込まれて遭難しました。そうすれば助かりますか？」
キューティーズ仕分け
「キューティーズ」にちなんだコーナーで女子が「かわいい」と思う境界線を判定するもの。「キューティー」もしくは「ノットキューティー」かを判別してほしいものを募集する。写真があればよりよいものになる。
【例】「ギャルの言葉を理解できるおじさんはキューティーですか？」
みんなで作ろう！ハヤペディア
「あ」から「ん」の50音から始まる『ハヤテ用語や解説・あるあるなど』を募集し、百科事典を作ろうというもの。ただ一つしか枠がないのでダブったら早い者勝ちとなる。
ストックメール
アニメのタイトルにはキャラ名がついている。それにちなんで、タイトルになっている声優が来るかもしれないコーナー。いつか来るかもしれないゲストを予測し、あらかじめメールをストックしていく。出来れば季節感があるものを募集する。
キューティーズ大喜利
今作は、恋をするシリーズにちなんで、恋愛大喜利を出題する。詳しくは公式サイトに掲載される。
【例】#14「なんじゃそれ！告白メールの件名に書かれていた言葉とは？」

## 配信リスト
| 放送回数 | 配信日         | 配信時間 | ゲスト                      | 備考                                    |
| -------- | -------------- | -------- | --------------------------- | --------------------------------------- |
| 第1回    | 2012年10月18日 | 30：55   | 釘宮理恵（三千院ナギ 役）   | -                                       |
| 第2回    | 2012年11月1日  | 37：29   | 伊藤静（桂ヒナギク 役）     | -                                       |
| 第3回    | 2012年11月15日 | 31：45   | 伊藤静（桂ヒナギク 役）     | -                                       |
| 第4回    | 2012年11月29日 | 35：34   | 高橋美佳子（西沢歩 役）     | -                                       |
| 第5回    | 2012年12月14日 | 33：30   | 高橋美佳子（西沢歩 役）     | -                                       |
| 第6回    | 2012年12月27日 | 39：08   | 藤村歩（春風千桜 役）       | -                                       |
| 第7回    | 2013年1月9日   | 34：47   | 藤村歩（春風千桜 役）       | -                                       |
| 第8回    | 2013年1月25日  | 35：24   | 生天目仁美（桂雪路 役）     | -                                       |
| 第9回    | 2013年2月8日   | 38：32   | 生天目仁美（桂雪路 役）     | -                                       |
| 第10回   | 2013年2月21日  | 33：32   | 松来未祐（鷺ノ宮伊澄 役）   | -                                       |
| 第11回   | 2013年3月7日   | 31：21   | 松来未祐（鷺ノ宮伊澄 役）   | -                                       |
| 第12回   | 2013年3月21日  | 40：57   | 田中理恵（マリア 役）       | -                                       |
| 第13回   | 2013年4月4日   | 28：03   | 田中理恵（マリア 役）       | コーナーが一新する。                    |
| 第14回   | 2013年4月19日  | 32：38   | 釘宮理恵（三千院ナギ 役）   | -                                       |
| 第15回   | 2013年5月2日   | 35：06   | 川澄綾子（天王州アテネ 役） | -                                       |
| 第16回   | 2013年5月16日  | 35：25   | 伊藤静（桂ヒナギク 役）     | -                                       |
| 第17回   | 2013年5月30日  | 44：52   | 山崎はるか（水蓮寺ルカ 役） | -                                       |
| 第18回   | 2013年6月13日  | 33：05   | 高橋美佳子（西沢歩 役）     | -                                       |
| 第19回   | 2013年7月4日   | 40：00   | 矢作紗友里（瀬川泉 役）     | 収録の都合により、1週間後に配信された。 |

## 関連商品
| ラジオCD「ハヤラブ」 | ラジオCD「ハヤラブ」 | ラジオCD「ハヤラブ」 | ラジオCD「ハヤラブ」         | ラジオCD「ハヤラブ」 |
| Vol                  | 発売日               | 過去の収録分         | 新規撮り下ろし特別版のゲスト | 規格品番             |
| -------------------- | -------------------- | -------------------- | ---------------------------- | -------------------- |
| 1                    | 2013年3月20日        | 第1回〜第8回         | 釘宮理恵（三千院ナギ 役）    | GNCA-7169            |